# Мишне Тора
«Мишне Тора» (ивр. משנה תורה‎ — «повторение Торы»), также «Йад ха-хазака» (יד החזקה‎ — «сильная рука»), «Йад» (יד‎ — «рука», также «14» — число принципов кодификации заповедей Торы, на которых создана «Мишне Тора», в которой содержится также 14 глав) — написанный Маймонидом первый полный кодекс еврейского закона.
Составители Талмуда намеренно не упорядочивали Закон по темам, поскольку считали своей главной задачей привести наиболее полное галахическое (правовое) обсуждение каждой проблемы. Поэтому уже через несколько поколений большинство изучающих Талмуд нуждалось в путеводителе. Маймонид поставил перед собой задачу написать такой путеводитель. Он упорядочил обсуждаемые темы, объединив рассуждения, которые в Гемаре зачастую разбросаны по разным трактатам. Кроме того, он опустил те мнения, которые отвергаются в ходе талмудической дискуссии.

## Названия книги
В предисловии к «Мишне Тора» Маймонид писал: 

Я назвал эту книгу Мишне Тора (Повторение Торы), предполагая, что всякий человек, усвоив сначала Письменное учение, будет в состоянии немедленно приступить к изучению этого свода, по которому он изучит Устное учение, так, что ему не придётся читать никакой другой книги между ними.
То есть еврею, изучающему законы по его книге, не придётся обращаться к другим источникам, так как перед ним будет вся Устная Тора вместе с установлениями наших мудрецов и изложением обычаев со времён Моисея и до завершения Гемары.
«Мишне Тора» состоит из 14 книг и 100 глав (и дополнительно кем-то добавлен сидур в конце, отличающийся от благословений Маймонида в основном тексте книги). В иврите число «14» записывается при помощи букв йуд и далет, образующих слово йад («рука»).
Кроме того, словосочетание ха-йад ха-хазака упоминается в последнем стихе последней из книг Пятикнижия — Второзаконие:

И по руке сильной и по великим чудесам, которые Моисей совершил перед глазами всего Израиля
— Втор. 34:12
По-сути «Мишне Тора» является кодексом (систематизированным сводом законов), так как сам процесс сведения законов в единое целое называется кодификацией, а полученное произведение – кодексом.

## Причины написания книги
Маймонид перечислил ряд мотивов, побудивших его написать эту книгу:
1. Внешне-исторические мотивы, связанные с конкретными условиями времени.
2. Системно-имманентные мотивы, вызванные различными нуждами в области правовых отношений.
3. Мотивы интеллектуально-духовного плана, вызванные нуждами в образовании и интеллектуальными задачами.

________
1. Маймонид обосновывает написание своего правового кодекса грустными обстоятельствами своей эпохи и условиями жизни современного ему общества. Мрачные мысли обуревают читателя вступления к «Мишне Тора»:

И в это время большие невзгоды охватили нас, и утратили мы мудрость мудрецов наших… Поэтому объяснения галахот, которыми довольствовались наши гаоним, и которые некогда казались вполне понятными, требуют сегодня разъяснения, и лишь немногие из них понятны каждому (без разъяснений). И уже не достаточно привести закон, установленный в Вавилонском или Иерусалимском (Талмуде), в «Сифра», «Сифри», «Тосефте», которые требуют от читателя обширных знаний, душевного целомудрия и умственного напряжения. Только (вооружившись этими качествами) можно разобраться (в законах) позволяющих и запрещающих, а также в прочих законоположениях Торы… И потому я, Моше бен-Маймон из Испании, заручившись поддержкой Всевышнего, благословен Он, вник во все эти книги и написал сочинение, цель которого — разъяснение их мудрости: всего, что дозволено и не дозволено мудрецами нашими; что является скверной и что — чистое; а также прочие законы Торы. Все это (я изложил) языком ясным, кратким, чтобы вся Устная Тора стала достоянием каждого.

Маймонид описывает, основываясь на определённой традиции, период раби Иехуды ха-Наси, и объясняет причины, побудившие его великого предшественника написать Мишну:
Почему [написал Мишну] учитель наш святой, и не оставил всё, как прежде? Ибо видел, что уменьшается число изучающих (Тору), и надвигается беда, и Римское царство укрепляется и расширяется; а Израиль всё дальше и дальше отодвигается к периферии…
Разрушение государственности, нарушение спокойствия Израиля, социальная нестабильность и непосильная борьба с разрушительными силами, — все это ведет к падению культуры, оскудению душевных сил, — и, с другой стороны, является вызовом для сильных духом этого поколения, призванных Богом остановить процесс разрушения. Возможно, что параллель повлияла на Маймонида, который видел признаки сходства между двумя эпохами.
1. Во вступлении к «Книге заповедей», мы находим обоснование разработанной Маймонидом системы его «Мишне Тора», которое отличается от аргументации внешнеисторических мотивов, изложенной непосредственно во вступлении к этой книге и в письме рабби Пинхасу ха-даяну. В «Книге заповедей» просто и точно рассказывает о своих больших планах: его цель — написать сочинение в стиле Мишны, в которое войдут все законоположения Торы без ссылок на первоисточники и дискуссии между мудрецами по поводу того или иного закона. В этом вступлении Маймонид даже не упоминает о насущной необходимости такого сочинения в свете исторических обстоятельств. В послании раби Йосефу бен-Иехуде автор патетически заявляет:

Знай, что не для того я писал это сочинение, чтобы возвеличиться в Израиле или чтобы прославиться в мире; …а для того чтобы освободить читателя от трудоемкого поиска галахот… ибо увидел я, что нет у народа полной книги, охватывающей (весь комплекс еврейского права)…
Цель написания этой работы выражена в совершенно ясном заявлении Маймонида в предисловии к «Мишне Тора»: 
 чтобы каждый человек, …смог принять решение, имея уже готовую халаху, без того, чтобы чрезмерно утруждаться отсеиванием выводов из Гмары, или даже слов геоним, которые не все находились на одном и том же уровне, когда один говорит «так и так», а другой — «этак»…

1. Первичным толчком к написанию этой книги была ревность рабену за Всевышнего и Его народ: возможно ли, что у народа Торы нет книги, которая охватывала бы все законы и постановления, которыми он обязан руководствоваться, в упорядоченной форме, на простом и понятном для каждого читателя языке. В то время как все эти законы, постановления и указания разбросаны по множеству различных книг, в виде вкраплений внутри ученых споров, без ясного различения — что принято в качестве закона, а что отвергнуто. как он написал в письме своему ученику раввину Йосефу бен-Йехуде:

«И возревновал я ревностью великой за Бога, увидев, что нет у народа полной книги, охватывающей (весь комплекс еврейского права), и нет (книги, раскрывающей) истинные и точные сведения (в этой области)»
«Возревновал ревностью за Бога» не только потому, что чувствовал острую необходимость в книге законов и установлении, но и потому, что видел насущную задачу заполнить другую пустоту: порядок галахот, связанных с верой. В условиях, когда нет (в народе) пророческого видения, нет глубоких знаний и четкого понимания (духовного наследия), — простой свод галахот может оказаться несостоятельным. Слова Рамбама в начале Послания о воскрешении мертвых проникают в саму суть проблемы 

«…и уповайте на то, что будут (в народе) мудрецы или гаоним — называй их, как хочешь, — которые возведут законы на талмудической основе… и не пренебрегут познанием Всевышнего».

## Значение «Мишне Тора»
Всё свободное время, дни и ночи, на протяжении десяти лет рабби Моше бен-Маймон (Рамбам) отдавал титанической работе над книгой «Мишне Тора». В ней он систематизировал всю галаху, все законы, которые евреи обязаны были выполнять в дни Храма и в наши дни, будь то законы Торы или установления мудрецов. Книга написана на иврите, полном силы и выразительности.
В качестве введения к «Мишне Тора» Маймонид написал «Сефер ха-мицвот» («Книгу заповедей»), в которой дал краткие разъяснения всех 613 заповедей. «Сефер ха-мицвот» написана на арабском языке (на разговорном языке того времени) и переведена на иврит значительно позднее.
Маймонид опустил второстепенные, на его взгляд, споры вокруг того или иного закона, сократил материал, опустив длинные пояснения и места, чрезмерно нагроможденные свидетельствами и доказательствами. Однако все тексты, касающиеся принципиальных комментариев к закону, а также имеющие учебно-воспитательное значение, полностью вошли в книгу. Автор «Мишне Тора» — не только законодатель, но и комментатор; не только судья, но и учитель.
«Мишне Тора» и поныне считается одной из основных галахических книг. Всё в ней настолько взвешено и подсчитано, что невозможно найти лишнее слово или добавить новое.
Вся последующая галахическая литература сложилась под сильнейшим влиянием Маймонида.
В «Мишне Тора» нет ни имён, ни споров, ни аргументов. Она просто даёт галахические постановления в каждом индивидуальном случае. Она написана на прекрасном иврите очень доступным языком, и разделена на различные разделы так, чтобы любой мог легко находить нужное место.
Эта книга включает в себя не только законы, необходимые в настоящее время, но она также охватывает, законы, действующие во время существования иерусалимского Храма. Всё в книге построено в логическом порядке. Она основана не только на вавилонском, но также и на иерусалимском Талмудах, Барайте, Тосефте, Сифри, Сифро, Мехилта, а также на всех важных комментариях и постановлениях эпохи гаонов предыдущих поколений. Он часто полагается на Рифа в принятии окончательного решения. При изучении Талмуда одну и ту же тему можно найти в десятках разных мест. Гений Маймонида должен был собрать всё в логическом и систематическом порядке и решить, какому мнению следовать, так, чтобы всё было понятно без обращения к первоначальным источникам.
Несмотря на то, что Маймонид создал общепризнанный уникальный шедевр огромного для иудаизма значения, он не достиг главной задачи — прекратить споры и дать окончательный кодекс.
Сама книга «Мишне Тора» породила множество толкований и споров, кроме того, более поздняя галаха далеко не всегда следует Маймониду.

## Структура книги
Первая книга — «Знание»
1. Фундаментальные основы Торы.
2. Законы поведения.
3. Законы изучения Торы.
4. Законы об идолопоклонстве и нееврейских обычаях.
5. Законы раскаяния.

Вторая книга «Любовь»
1. Законы чтения Шма.
2. Законы молитвы и благословения священников.
3. Законы тфилин, мезузы и свитка Торы.
4. Законы цицит.
5. Законы благословений.
6. Законы обрезания.

Третья книга «Времена»
1. Законы субботы.
2. Законы эрува.
3. Законы Судного дня.
4. Законы праздников.
5. Законы квасного и мацы.
6. Законы шофара, сукки и лулава.
7. Законы полушекеля.
8. Законы освящения нового месяца.
9. Законы постов.
10. Законы чтения Мегилы и Хануки.

Четвёртая книга «Женщины»
1. Законы брака.
2. Законы развода.
3. Законы левиратных брака и развода.
4. Законы об обручённой девственнице.
5. Законы о подозреваемой в неверности.

Пятая книга — «Святость»
1. Законы запрещённых половых связей.
2. Законы запрещённой пищи.
3. Законы ритуального убоя скота и птицы.

Шестая книга — «Обязательства»
1. Законы клятв.
2. Законы обетов.
3. Законы назореев.
4. Законы посвящения Храму.

Седьмая книга — «Семена»
1. Законы о запрете смешивания видов.
2. Законы пожертвований бедным.
3. Законы трумы, причитающейся священникам.
4. Законы первой десятины.
5. Законы второй десятины и плодов четвёртого года.
6. Законы приношения первых плодов урожая и подношений священникам.
7. Законы субботнего и юбилейного годов.

Восьмая книга «Служение»
1. Законы Храма.
2. Законы храмовой утвари и служения в Храме (Главы 1, 2, 3, 4, 5, 6, 7, 8, 9, 10).
3. Законы входа в Храм.
4. Законы о животных, запрещённых для жертвоприношений.
5. Законы принесения жертвоприношений.
6. Законы ежедневных и дополнительных жертвоприношений.
7. Законы о жертвоприношениях, непригодных для еды.
8. Законы храмовой службы в Судный день.
9. Законы использования имущества, посвящённого Храму.

Девятая книга «Жертвоприношения».
1. Законы пасхальной жертвы.
2. Законы праздничной жертвы.
3. Законы о первенцах животных.
4. Законы о жертве за непреднамеренный грех.
5. Законы о человеке, который не получил искупления.
6. Законы о замене животного, приносимого в жертву.

Десятая книга «Чистота»
1. Законы ритуальной нечистоты, порождаемой мёртвым.
2. Законы красной коровы.
3. Законы ритуальной нечистоты, порождаемой болезнью «проказа».
4. Законы ритуальной нечистоты, передающейся предмету, на котором сидят или лежат.
5. Законы других источников ритуальной нечистоты.
6. Законы о ритуальной нечистоте пищи.
7. Законы сосудов.
8. Законы миквы.

Одиннадцатая книга — «Ущербы»
1. Законы об ущербах, причинённом имуществом.
2. Законы о воровстве.
3. Законы о разбое и потерянных вещах.
4. Законы о телесных повреждениях.
5. Законы об убийстве и защите жизни.

Двенадцатая книга — «Имущество»
1. Законы продажи.
2. Законы приобретения во владение и дарения.
3. Законы о соседях.
4. Законы об посланцах и компаньонах.
5. Законы о рабах.

Тринадцатая книга — «Законы»
1. Законы наёмных работников.
2. Законы одалживания и хранения.
3. Законы денежных ссуд.
4. Законы исков.
5. Законы наследования.

Четырнадцатая книга — «Судьи»
1. Законы о санхедрине и наказаниях, которые он применяет.
2. Законы о свидетелях.
3. Законы об ослушниках.
4. Законы траура.
5. Законы о царях и ведении войн.

## Комментаторы «Мишне Тора»
Комментаторы: Маасе-Рокеах, Бен-Арье.

## Традиция изучения книги
Уже вскоре после появления книга вызвала огромный интерес по всему еврейскому миру и вызвала как похвалу, так и критику, особенно в силу того, что там не были указаны источники и не так просто было понять, как именно Маймонид сложил все запутанные страницы талмудических дискуссий в прозрачный и последовательный текст. Сам Маймонид описывает, как к нему прибыл один судья с книгой и задал автору вопрос по поводу одного закона об убийце, к которому не удаётся найти источник. Сам Маймонид тоже не смог, к своему смущению, найти источник. Но когда посетитель ушёл, Маймонид вспомнил и послал за ним вдогонку. Оказалось, что источник находится совсем не в том трактате, как можно было бы ожидать, поэтому его трудно найти. Посетитель ушёл совершенно поражённый.
Весной 1984 года Любавический Ребе М.-М. Шнеерсон предписал своим последователям ежедневно изучать по 3 или хотя бы по 1 главе из «Мишне Тора» (дополнительный, щадящий вариант — ежедневное изучение «Книги заповедей» Маймонида, краткого обзора всех заповедей Торы). Причём речь шла об изучении «Мишне Тора» не по индивидуальным программам, а непременно по единой. Ибо одной из целей, которые, по его собственным словам, преследовал ребе, выступая с данной инициативой, было достижение ситуации, когда все евреи (или хотя бы как можно большее их число) каждый день изучают одни и те же главы труда, в котором собраны все законы Торы.
При молодёжной организации хасидов Хабада был создан особый штаб, который занимается составлением и распространением графиков изучения глав на каждый день года, печатных и электронных пособий в помощь участникам проекта и организацией торжественных съездов (сиюмов) в честь завершения каждого цикла.
В конце мая 2009 года в рамках этого проекта начался новый, 10-й цикл изучения «Мишне Тора» по 1 главе в день и 28-й — по 3 главы в день.
В проекте ежедневного изучения «Мишне Тора» принимают участие, по самым скромным оценкам, многие десятки тысяч евреев, представляющих все круги религиозного еврейства. Почти невозможно найти авторитетного раввина современности, который не поддержал бы проект и не принял бы посильного участия в нём и в его популяризации.